# MORE! MORE! MORE!
『MORE! MORE! MORE!』（モア モア モア）は、2008年11月19日にヤマハミュージックコミュニケーションズより発売されたcapsuleの10枚目のオリジナルアルバムである。なお、この項目では2021年10月23日に発売された本アルバムのリマスター版『MORE! MORE! MORE! (2021 Remaster)』についても記述する。

## 背景
本作発売の2週間前となる2008年11月5日に、限定12インチアナログ盤『JUMPER』が発売された。
オリジナルアルバムとしては前作の『FLASH BACK』以来、1年ぶりのリリースとなった。

## ミュージック・ビデオ
※シングル収録曲は省略。

### more more more
イメージクリップが制作され、2009年12月2日にYouTubeのヤマハミュージックコミュニケーションズ公式チャンネルで公開された。

### e.d.i.t.
イメージクリップが制作され、2009年12月24日にYouTubeのヤマハミュージックコミュニケーションズ公式チャンネルで公開された。

## 楽曲
2.more more more
2008年8月23日オンエアの花王「エッセンシャル」のCMに使われており、当時はエッセンシャルと篠山紀信のコラボ企画サイト「カワイイをつくる.com」にて、3分13秒のフルバージョンが試聴できた(当時は曲名は非公開だった)。このバージョンと発売されたバージョンとではアレンジが大幅に異なり、メロディーも一部違う。
4.JUMPER
限定12インチアナログ盤シングル『JUMPER』に収録されているバージョンには、アルバム収録版にはないイントロが追加されている。

### シングル収録
| ＃ | タイトル        | 収録シングル                   |
| -- | --------------- | ------------------------------ |
| 3  | the Time is Now | 10枚目「JUMPER」（アナログ盤） |

## パッケージ
- 初回盤：CD+DVD
- 通常盤：CD

初回盤（品番：YCCC-10012/B）、通常盤（品番：YCCC-10013）の全2形態で発売。初回盤には「JUMPER」のミュージック・クリップが収録されたDVDが付く。

## プロモーション
「more more more」が2008年10月15日からiTunes Storeで先行配信された。
後述の全国クラブツアー『capsule club tour「MORE! MORE! MORE!」』と平行して、本作をイメージしたコンセプトショップ「INSPIRED by capsule」が、パルコ等で期間限定オープンされた。

## タイアップ
- テレビ朝日系のバラエティー番組、シルシルミシルの冒頭BGM（#2）
- 花王エッセンシャルCMソング（#2）
- テレビ愛知「a-ha-N varie」エンディングテーマ（#4）
- CYCLEMODE international 2008 イメージソング（#5）
- TBS系列「どうぶつ奇想天外!」エンディングテーマ（#7）
- 音楽番組「音遊人」オープニングテーマ（#9）
- TBS系『好きか嫌いか言う時間』オープニング・エンディングテーマ（#9）

## 収録曲
全作詞・作編曲：中田ヤスタカ
| #         | タイトル                  | 作詞  | 作曲・編曲 | 時間 |
| --------- | ------------------------- | ----- | ---------- | ---- |
| 1.        | 「runway」                |       |            | 1:20 |
| 2.        | 「more more more」        |       |            | 4:12 |
| 3.        | 「the Time is Now」       |       |            | 6:32 |
| 4.        | 「JUMPER」                |       |            | 6:55 |
| 5.        | 「Phantom」               |       |            | 3:55 |
| 6.        | 「gateway」               |       |            | 0:38 |
| 7.        | 「Pleasure ground」       |       |            | 4:48 |
| 8.        | 「the mutations of life」 |       |            | 4:24 |
| 9.        | 「e.d.i.t.」              |       |            | 6:00 |
| 10.       | 「Adventure」             |       |            | 6:30 |
| 合計時間: | 合計時間:                 | 45:18 |            |      |

| #  | タイトル                          | 作詞 | 作曲・編曲 | 監督   |
| -- | --------------------------------- | ---- | ---------- | ------ |
| 1. | 「JUMPER (ミュージッククリップ)」 |      |            | 竹石渉 |

## チャート成績
オリコン週間アルバムチャートで6位を獲得し、capsule初のオリコントップ10入り作品となった。

## 収録作品

### ベスト・アルバム
- 『FLASH BEST』（2009年8月26日）- #2
- 『capsule rewind BEST-1 2012-2006』（2013年3月6日）- #2

### 音楽ゲーム
- Dance Dance Revolution X2（KONAMI）- #2
- jubeat ripples（KONAMI）- #2
- REFLEC BEAT（KONAMI）- #4
- グルーヴコースター（タイトー）- #4

## MORE! MORE! MORE! (2021 Remaster)
『MORE! MORE! MORE! (2021 Remaster)』は、2021年10月23日に発売されたCAPSULEの配信限定アルバムで、上記のアルバム『MORE! MORE! MORE!』の収録曲がリマスターされて収録されている。

### 背景について
2021年8月に始動した、過去作品を、リマスター音源とビジュアライザーと共にオフィシャルYouTubeチャンネルに公開していく『CAPSULE アーカイブコレクション』という企画に伴って、リマスター音源配信第5弾として発売された。本アルバム収録曲は、同年10月11日から同月20日までの10日間、連日公開されていった。

### 収録曲について
全作詞・作編曲: 中田ヤスタカ
| #   | タイトル                                  | 作詞 | 作曲・編曲 | 時間 |
| --- | ----------------------------------------- | ---- | ---------- | ---- |
| 1.  | 「runway (2021 Remaster)」                |      |            | 1:20 |
| 2.  | 「more more more (2021 Remaster)」        |      |            | 4:13 |
| 3.  | 「the Time is Now (2021 Remaster)」       |      |            | 6:32 |
| 4.  | 「JUMPER (2021 Remaster)」                |      |            | 6:56 |
| 5.  | 「Phantom (2021 Remaster)」               |      |            | 3:56 |
| 6.  | 「gateway (2021 Remaster)」               |      |            | 0:39 |
| 7.  | 「Pleasure ground (2021 Remaster)」       |      |            | 4:49 |
| 8.  | 「the mutations of life (2021 Remaster)」 |      |            | 4:25 |
| 9.  | 「e.d.i.t. (2021 Remaster)」              |      |            | 6:00 |
| 10. | 「Adventure (2021 Remaster)」             |      |            | 6:31 |

## capsule club tour「MORE! MORE! MORE!」
『capsule club tour「MORE! MORE! MORE!」』はcapsuleが2008年から2009年にかけて開催した全国クラブツアー。

金沢、大阪、東京、仙台、京都、広島、福岡、神戸、名古屋、札幌、新潟、沖縄と合計12都市を回った。
一部をのぞきオールナイト公演となっているので未成年者は参加できなかった。しかし、2009年4月2日に『capsule club tour MORE! MORE! MORE! ～Special～』と銘打って開催された追加公演は、未成年者も参加できる時間に設定された。
映像や音源の販売は行われていない。